# Kennedy (Buffyverso)

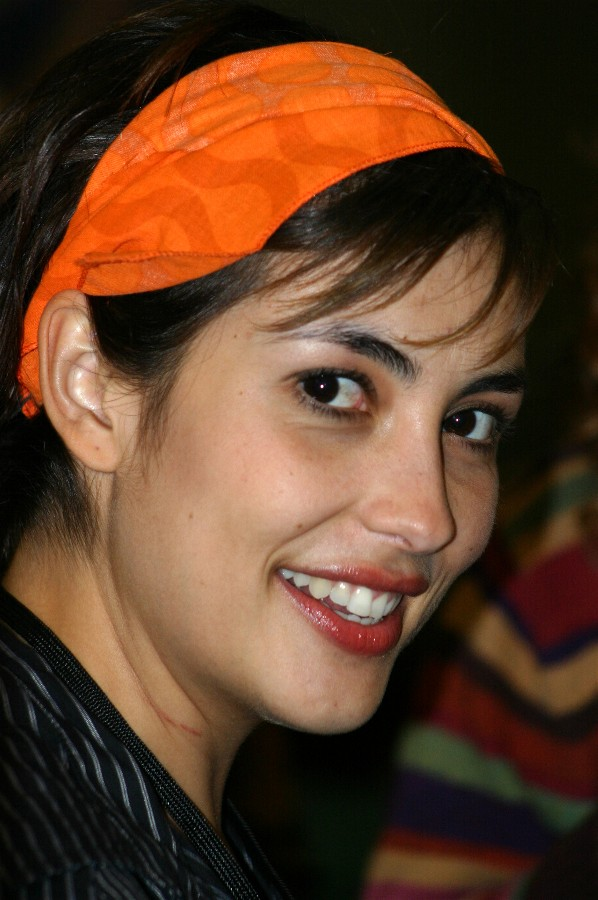
Iyari Limón

Kennedy es un personaje de ficción de la serie Buffy la cazavampiros creado por el director de la serie Joss Whedon; interpretado por la actriz estadounidense Iyari Limon.

## Historia del personaje
Kennedy es una de las cazadoras en potencia que llegan a Sunnydale para protegerse de los ataques del Primero. Procede de una familia adinerada de Nueva York y tiene una medio hermana.
Es una lesbiana fuera del armario. En un capítulo comenta que lo sabe desde que era niña, y al poco de su llegada decide conquistar de forma bastante directa a Willow, que se encontraba sin pareja desde que asesinaron a Tara al final de la sexta temporada. Desde entonces serán amantes y permanecerán juntas hasta el final de la serie.
Kennedy apoya a Willow en su intento de activar a todas las cazadoras potenciales. Y se unirá a Buffy en el ejército de cazadoras en la batalla final contra los vampiros Turok-Han.

## Relaciones
- Amante de Willow.